# Gobiobotia jiangxiensis
Gobiobotia jiangxiensis är en fiskart som beskrevs av Zhang och Liu, 1995. Gobiobotia jiangxiensis ingår i släktet Gobiobotia och familjen karpfiskar. Inga underarter finns listade i Catalogue of Life.